# Montgomery Air National Guard Base
La Montgomery Air National Guard Base est la base de la 187th Fighter Wing (en) de la Garde nationale aérienne de l'Alabama (en).

## Historique
La base était auparavant connue sous le nom de Gunter Army Airfield Auxiliary #6 ou encore sous le nom de Dannelly Field.
Les racines de la 187th Fighter Wing remontent à 1952 lorsque la Garde nationale aérienne de l'Alabama crée le 160th Tactical Reconnaissance Squadron (en) à Birmingham, en Alabama, équipé du RF-51 Mustang. L'escadron déménage à Dannelly Field le 1er janvier 1953 et entre dans l'ère des avions à réaction avec l'arrivée du RF-80 Shooting Star en 1955. En l'espace d'un an, le 160th TRS passe à l'avion RF-84 Thunderflash, qui sert de principal appareil à l'unité pour les 15 prochaines années.
L'escadron est mobilisé pendant la crise de Berlin en 1961-1962 et déployé sur la base aérienne de Toul-Rosières, en France. En août 1962, il revient à son statut normal en temps de paix et est réorganisé. Il est ensuite officiellement désigné 187th Reconnaissance Group.
En 1971, le Thunderflash est remplacé par le RF-4C Phantom II, qui vole au sein de l'unité pendant 17 ans. De 1971 à 1982, le groupe reste dans son rôle de reconnaissance. Le 187th remporte de nombreux récompenses au cours de cette période, et se distingue notamment comme étant la meilleure unité de reconnaissance du pays lors du concours Photo Finish "81".
En 1982, le 187th voit ses missions de reconnaissance changer après l'acquisition du F-4D. Le Groupe s'impose comme unité de combat tactique de premier plan en remportant les plus grandes récompenses lors de la compétition ANG Fangsmoke en 1987. En octobre 1988, l'unité reçoit ses F-16. En octobre 1995, l'unité reprend la désignation de Wing lors de la réorganisation de l'armée de l'air; devenant la 187th Fighter Wing.

## Unités
Les unités navigantes et non navigantes notables basées sur la base sont les suivantes,.
Les unités marquées GSU sont des unités géographiquement séparées, qui, bien que basées à Montgomery, sont subordonnées à une unité mère basée à un autre endroit.

### United States Air Force
Air National Guard
- Alabama Air National Guard (en)
  - 187th Fighter Wing (en)
    - 187th Operations Group
      - 100th Fighter Squadron (en) – F-16C/D Fighting Falcon et RC-26B Condor (en)

    - 187th Maintenance Group
      - Aircraft Maintenance Squadron

    - 187th Medical Group
    - 187th Mission Support Group
      - Mission Support Group
      - Civil Engineering
      - Communications Squadron
      - Force Support Squadron
      - Logistics Readiness Squadron
      - Security Forces Squadron

Air Combat Command
- Ninth Air Force
  - 20th Fighter Wing
    - 495th Fighter Group (en)
      - 377th Fighter Squadron (en) (GSU) – F-16C Fighting Falcon

## Futur
En avril 2020, l'armée de l'air annonce que le F-35A Lighting II sera basé à Montgomery ANGB, le 187th Fighter Wing devrait recevoir son premier avion en 2023.